# Route nationale 71 (Belgique)
Pour les articles homonymes, voir Route nationale 71.
La route nationale 71 est une route nationale de Belgique qui relie Geel à Hamont-Achel, au niveau de la frontière néerlandaise.

## Description du tracé

### Communes sur le parcours
- Région flamande
  -  Province d'Anvers
    - Geel
    - Mol
    - Balen

  -  Province de Limbourg
    - Lommel
    - Overpelt
    - Neerpelt
    - Hamont-Achel

## Statistiques de fréquentation
| BK   | Début                     | Fin                       | Trafic moyen journalier (6h–22h, en milliers), | Trafic moyen journalier (6h–22h, en milliers), | Trafic moyen journalier (6h–22h, en milliers), | Trafic moyen journalier (6h–22h, en milliers), | Trafic moyen journalier (6h–22h, en milliers), | Trafic moyen journalier (6h–22h, en milliers), | Trafic moyen journalier (6h–22h, en milliers), |
| BK   | Début                     | Fin                       | 1985                                           | 1990                                           | 1995                                           | 2000                                           | 2005                                           | 2010                                           | 2015                                           |
| ---- | ------------------------- | ------------------------- | ---------------------------------------------- | ---------------------------------------------- | ---------------------------------------------- | ---------------------------------------------- | ---------------------------------------------- | ---------------------------------------------- | ---------------------------------------------- |
| 2,9  | Geel (Sint-Dimpna) N142   | Geel (Kievermont) R14     | 6,0                                            | 7,2                                            | 8,0                                            | 8,3                                            | 7,9                                            | 9,3                                            | –                                              |
| 3,2  | Geel (Kievermont) R14     | Mol (Hessie)              | 10,6                                           | 13,3                                           | 12,8                                           | 16,5                                           | 18,0                                           | 17,6                                           | –                                              |
| 12,6 | Mol                       | Mol (Ginderbuiten)        | 6,0                                            | 7,4                                            | 9,0                                            | 12,3                                           | 13,4                                           | 13,9                                           | –                                              |
| 23,0 | Mol (Zilverstrand) N136   | Lommel N769               | 7,0                                            | 8,5                                            | 12,4                                           | 14,5                                           | 14,8                                           | –                                              | –                                              |
| 37,7 | Neerpelt N712             | Hamont-Achel (Achel) N748 | 3,9                                            | 6,1                                            | 7,2                                            | 7,5                                            | 8,2                                            | –                                              | –                                              |
| 37,9 | Hamont-Achel (Achel) N748 | Hamont-Achel              | 4,1                                            | 7,0                                            | 8,5                                            | 9,6                                            | 9,9                                            | –                                              | –                                              |